# TRAIN (ストレイテナーの曲)
「TRAIN」（トレイン）は、日本のバンドストレイテナーのメジャー8枚目のシングルである。2007年2月14日発売。発売元は東芝EMI。

## 概要
- 前作から1ヶ月ぶりとなるシングル。2008年に大山が加入したため、3人編成としては最後のシングルとなった。
- 東芝EMIからリリースされたシングルとしては今作が最後。次作リリース以降は会社名がEMIミュージック・ジャパンに変更されている。
- 初回限定盤にはTシャツプレゼント応募はがき付。
- 2007年2月16日にミュージックステーションで披露された。

## 収録曲
1. TRAIN(3:49)
作詞・作曲：ホリエアツシ、編曲：ストレイテナー
2. シルエット(3:01)
作詞・作曲・編曲：ホリエアツシ
アルバムのレコーディングを終えてから作り上げた曲だといい、ホリエ曰く「『LINEAR』の"あとがき"みたいなもの」と評している。

## 収録アルバム
1. TRAIN
『LINEAR』